# نیدا گالیسیا
نیدا گالیسیا (به اسپانیایی: Neda) یک دهستان اسپانیا است که در Ferrol واقع شده‌است.

## خصوصیات
نیدا گالیسیا ۲۳٫۸۹ کیلومترمربع مساحت و ۵٬۵۲۸ نفر جمعیت دارد.